# Руїни

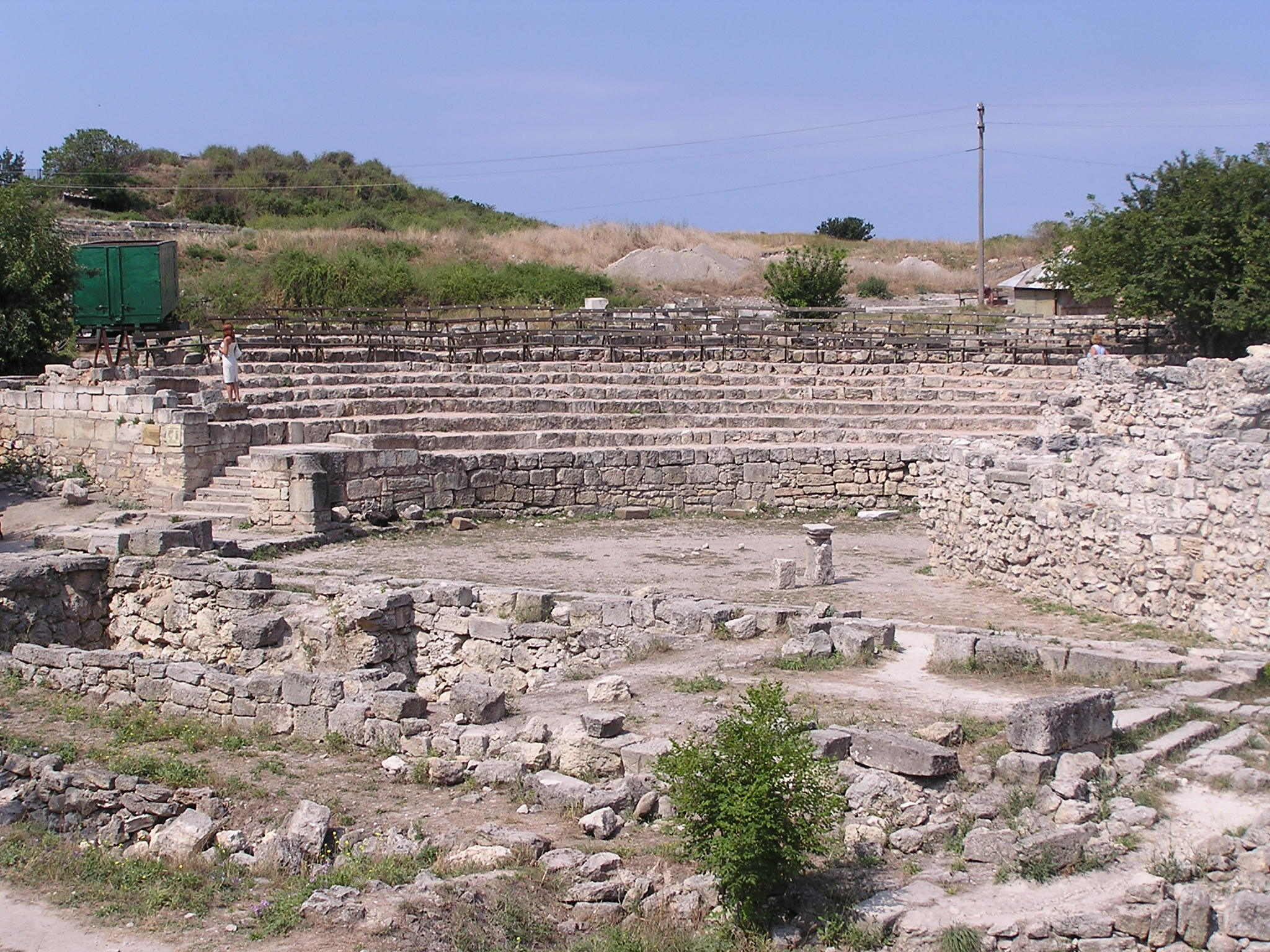
Руїни античного амфітеатру в Херсонесі

Руїни (від лат. ruere — падати) — залишки колишньої будівлі або споруди.

## Історія
У Середньовіччі руїни підлягали остаточному руйнуванню або їх частини використовували під час зведення нової споруди на тому ж місці. Нерідко руїни служили каменоломнями або джерелом матеріалу для інших будівель. Античними руїнами почали цікавитися і залучати до мистецтва і культури в Епоху Відродження. Під час Французької Революції античні руїни стали вважатися символами політичної рівності.
З приходом епох Просвітництва і Романтизму стали цінуватися також і середньовічні руїни. До них почали ставитися як до відчутних пам'ятників минулих часів історичного значення. Їх панорама ставала об'єктом емоцій про ідеалізоване минуле, особливо на тлі промислової революції, що нерідко сприймалася як загроза. Шанування естетики старіння почало проявлятися в англійському паркобудівництві в XVIII столітті, коли парки створювалися в ландшафтному стилі, завдяки інсценуванню ландшафту з додаванням штучних руїн. Численні руїни фортець, замків і монастирів набули в XIX столітті великого, майже символічного значення. Художники епохи Романтизму, такі як Каспар Давид Фрідріх, досягли слави частково завдяки використанню цього образу.

Руїни Мачу Пікчу

## Відомі руїни
- Баальбек
- Акрополь
- Луксор
- Помпеї
- Троя
- Мачу-Пікчу
- Ангкор
- Херсонес